# Nikolaj Rybakov
Nikolaj Rybakov (in russo Николай Игоревич Рыбаков?, Nikolaj Igorovič Rybakov; Leningrado, 24 dicembre 1978) è un politico, ecologo ed economista russo.
Presidente del partito socio-liberale Jabloko, direttore del centro per la difesa dei diritti umani "Bellona", membro di Transparency International Russia ed ex deputato del Consiglio di San Pietroburgo. Capolista di Jabloko per le elezioni parlamentari russe del 2021.

## Biografia
Nato a Leningrado nel 1978, Nikolay ha iniziato a lavorare all'età di 13 anni in una fattoria di Priozeresk, in seguito nella cooperativa di costruzioni  "Sodruzhestvo". Si è laureato all'Università statale dei trasporti di San Pietroburgo, il dipartimento accademico di economia dell'industria edile.
Dal 1997 al 2000 ha lavorato come assistente del deputato dell'Assemblea Legislativa di San Pietroburgo Mikhail Amosov.
Dal 2000 al 2001 ha lavorato come specialista capo presso la Fondazione EPIcenter di San Pietroburgo per la ricerca economica e politica (guidata da Igor Artemyev, in seguito assistente del presidente del governo della Federazione Russa). Alla Fondazione, Nikolai si occupava dei problemi della politica della gioventù e dell'istruzione.
Nel 2005, 2009 e 2013, è stato eletto deputato del consiglio comunale di San Pietroburgo.

## Attività politica
Nikolay è entrato a far parte dell'ala giovanile del Partito Democratico Unito russo Yabloko nel 1995 all'età di 16 anni. Nel 1999-2000 è stato presidente dell'ala giovanile. Nel 2005 è stato eletto nell'ufficio di presidenza della sezione del partito di San Pietroburgo. Dal 2005 al 2009 è stato redattore del bollettino del partito Democratico. Dal 2008 è membro del Bureau nazionale del partito. Nel 2015 si candidò alla presidenza del partito ma non vinse e divenne vicepresidente, mentre Emilia Slabunova divenne presidente.
Rybakov è stato uno degli organizzatori delle proteste contro la costruzione del quartier generale progettato da Gazprom, il grattacielo Okhta Center alto 400 metri, che avrebbe svettato sul centro storico di San Pietroburgo (patrimonio dell'umanità). Rybakov ha presentato ricorso in tribunale contro l'ordine del governo della città di consentire la costruzione dell'ufficio di Gazprom situato al confine del centro storico. La corte si è pronunciata, ma il governo di San Pietroburgo ha abolito l'ordinanza dopo una protesta pubblica.
Nikolay Rybakov è uno degli autori del film sui crimini della seconda guerra cecena insieme a Ekaterina Sokirianskaia di Memorial (associazione) ed Elena Vilenskaya («Casa della pace e della non violenza»). Al film hanno contribuito la giornalista e attivista per i diritti umani Natalia Estemirova, assassinata nel 2009, e l'attore Aleksey Devotchenko.
Ha partecipato a tutte le campagne elettorali del partito a San Pietroburgo dal 1995, iniziando come agitatore e distributore di materiale del partito. Nel 1998, ha diretto la sede della campagna elettorale per l'elezione di Mikhail Amosov all'Assemblea legislativa di San Pietroburgo (vinta al primo turno, avendo ricevuto oltre il 55% dei voti).
Nel 1999, è stato uno dei capi del quartier generale per l'elezione di Sergei Stepashin alla Duma di Stato, candidato dal partito Yabloko in uno dei distretti di San Pietroburgo. A seguito delle elezioni, Sergei Stepashin, ottenendo il 49% dei voti, vinse il distretto elettorale di Gennady Seleznev, che a quel tempo era presidente della Duma di Stato.
Nel 2000 è stato eletto per la prima volta membro del Consiglio politico della sezione di San Pietroburgo del partito Yabloko e capo dell'organizzazione regionale del partito di Vyborg. Dal 2002 al 2003 è stato assistente del deputato della fazione Yabloko alla Duma di Stato della Federazione Russa Sergei Mitrokhin. Nell'ottobre 2005 è stato eletto membro dell'ufficio di presidenza del consiglio regionale della filiale di San Pietroburgo del partito Yabloko.
Dal 2005 al 2009 è stato redattore dell'edizione del partito, il bollettino "Demokrat". Dal 2008 è membro dell'ufficio federale del partito Yabloko. Nel 2009 è diventato vicepresidente della filiale di San Pietroburgo del partito Yabloko. Nel 2011 è stato a capo del quartier generale elettorale del partito Yabloko per le elezioni dell'Assemblea legislativa di San Pietroburgo e del quartier generale per le elezioni della Duma di Stato a San Pietroburgo. Il partito ha ricevuto ufficialmente il 12,73% dei voti (236.632 voti), secondo gli exit pool, fino al 18,9% dei voti. Nel 2012, Rybakov lavorava come capo del quartier generale per l'elezione di Grigory Yavlinsky alla carica di presidente della Russia a San Pietroburgo. Nel 2012-2014 ha rappresentato il partito nella coalizione “Pietroburgo Democratica”. Nel 2015 si è candidato alla carica di presidente del partito Yabloko, ma non è stato eletto.
Nel 2019 Rybakov è stato eletto presidente del partito Yabloko. Ha vinto il primo turno, ottenendo 69 voti dai delegati al congresso (il capo di Pskov Yabloko, Lev Shlosberg, ha ricevuto 40 voti, l'attuale presidente del partito, deputato dell'Assemblea legislativa della Repubblica di Carelia, Emilia Slabunova, 19 voti). Dal 2020 Nikolay Rybakov è membro del Consiglio costituzionale pubblico creato per elaborare emendamenti alternativi alla Costituzione della Federazione Russa. Il 5 marzo 2020 ha presentato ricorso amministrativo alla Corte Suprema della Federazione Russa, contestando l'ordine del presidente Vladimir Putin di organizzare una votazione tutta russa sugli emendamenti alla Costituzione.
Nel 2020, Nikolai Rybakov e il vicepresidente di Yabloko Ivan Bolshakov hanno avviato una riforma del partito, che consente la democratizzazione della vita del partito e il coinvolgimento dei membri del partito nel processo decisionale. Nella seconda fase del XXI Congresso del Partito furono adottati gli emendamenti allo Statuto del Partito. Inoltre, la maggioranza dei delegati ha espresso la propria fiducia in Nikolai Rybakov.